# Gammel Holte
Gammel Holte (littéralement « Vieux Holte ») est un quartier situé dans la municipalité de Rudersdal. Gammel Holte a aujourd'hui fusionné avec Trørød.

## Histoire
Lorsque Copenhague s'est étendue vers le nord à la fin du XIXe siècle et s'est approchée du village de Holte, les nouvelles colonies (à proximité de la gare de Holte) ont repris le nom de la ville, malgré le fait que ce nouveau quartier était à cinq kilomètres du village. Par conséquent, la ville d'origine a changé son nom de Holte en Gammel Holte.

## Population
En 2008, Gammel Holte comptait quelque 5 267 habitants.

## Patrimoine
L'église de Gammel Holte a été construite en 1978 et a été conçue par Halldor Gunnløgsson et Jørn Nielsen.